# Koprinka, Stara Zagora
Koprinka (în bulgară Копринка) este un sat în comuna Kazanlăk, regiunea Stara Zagora,  Bulgaria. 

## Demografie
Componența etnică a satului Koprinka
     Romi (5,06%)
     Turci (17,25%)
     Nicio identificare (11,89%)
     Bulgari (64,9%)
     Altele (0,88%)
La recensământul din 2011, populația satului Koprinka era de 2.707 locuitori. Din punct de vedere etnic, majoritatea locuitorilor (64,9%) erau bulgari, existând și minorități de turci (17,25%) și romi (5,06%). Pentru 11,89% din locuitori nu este cunoscută apartenența etnică.